# خط تافي
خط تافي (بالهوسوية: تافِ) هو خط اقترح في أعوام 1970 لكتابة اللغة الهوسوية في نيجيريا. والكلمة تعني كف اليد. لا تكتب الحروف المصوتة في أول الكلمات بل يأتي بعد حرف الألف مثلما في العربية.